# Leucothyreus iridipennis
Leucothyreus iridipennis är en skalbaggsart som beskrevs av Ohaus 1917. Leucothyreus iridipennis ingår i släktet Leucothyreus och familjen Rutelidae. Inga underarter finns listade i Catalogue of Life.